# Emmanuel Sabbi
Emmanuel Sabbi (Vicenza, 1997. december 24. –) olasz születésű amerikai válogatott labdarúgó, a kanadai Vancouver Whitecaps csatára.

## Pályafutása

### Klubcsapatokban
Sabbi az olaszországi Vicenza városában született. Az ifjúsági pályafutását az amerikai Ohio Premier és Chicago Magic csapatában kezdte, majd a spanyol Las Palmas akadémiájánál folytatta.
2017-ben mutatkozott be a dán Hobro első osztályban szereplő felnőtt keretében. 2020. augusztus 1-jén négyéves szerződést kötött az Odense együttesével. Először a 2020. szeptember 13-ai, København ellen 3–2-re megnyert mérkőzésen lépett pályára. Első gólját 2020. szeptember 20-án, a Nordsjælland ellen hazai pályán 1–1-es döntetlennel zárult találkozón szerezte meg.
2023 augusztusában a francia Le Havre szerződtette. 2025. február 11-én a kanadai Vancouver Whitecaps-hez igazolt.

### A válogatottban
Sabbi az U18-as, az U20-as és az U23-as korosztályú válogatottakban is képviselte Amerikát.
2023-ban debütált a felnőtt válogatottban. Először a 2023. január 29-ei, Kolumbia ellen 0–0-ás döntetlennel zárult mérkőzés 65. percében, Paul Arriolát váltva lépett pályára.

## Statisztikák
2023. március 10. szerint
| Klub     | Szezon   | Osztály          | Bajnokság | Bajnokság | Kupa  | Kupa | Nemzetközi | Nemzetközi | Összesen | Összesen |
| Klub     | Szezon   | Osztály          | Meccs     | Gól       | Meccs | Gól  | Meccs      | Gól        | Meccs    | Gól      |
| -------- | -------- | ---------------- | --------- | --------- | ----- | ---- | ---------- | ---------- | -------- | -------- |
| Hobro    | 2017–18  | Danish Superliga | 17        | 1         | 2     | 0    | —          | —          | 19       | 1        |
| Hobro    | 2018–19  | Danish Superliga | 31        | 8         | 0     | 0    | —          | —          | 31       | 8        |
| Hobro    | 2019–20  | Danish Superliga | 29        | 7         | 0     | 0    | —          | —          | 29       | 7        |
| Hobro    | Összesen | Összesen         | 77        | 16        | 2     | 0    | 0          | 0          | 79       | 16       |
| Odense   | 2020–21  | Danish Superliga | 29        | 5         | 3     | 1    | —          | —          | 32       | 6        |
| Odense   | 2021–22  | Danish Superliga | 30        | 3         | 8     | 4    | —          | —          | 38       | 7        |
| Odense   | 2022–23  | Danish Superliga | 8         | 2         | 0     | 0    | —          | —          | 8        | 2        |
| Odense   | Összesen | Összesen         | 67        | 10        | 11    | 5    | 0          | 0          | 78       | 15       |
| Összesen | Összesen | Összesen         | 144       | 26        | 13    | 5    | 0          | 0          | 157      | 31       |

### A válogatottban
| Válogatott       | Év       | Pályára lépés | Gól |
| ---------------- | -------- | ------------- | --- |
| Egyesült Államok | 2023     | 1             | 0   |
| Összesen         | Összesen | 1             | 0   |

## Sikerei, díjai
Odense
- DBU Pokalen
  - Döntős (1): 2021–22

Amerikai U20-as válogatott
- U20-as CONCACAF-bajnokság
  - Győztes (1): 2017